# إندوفود
شركة بي تي إندوفود ساكوزس، المعروفة باسم شركة إندوفود، شركة إندونيسية كبرى في مجال صناعة الأغذية، يقر مقرها في جاكرتا.

## التاريخ
بدأت صناعة النودلز الفورية سريعة التحضير من عام 1968، وبدأت صناعة الإندومي منذ عام 1972. تأسست الشركة في 14 أغسطس 1990 تحت اسم بانجانيا حتى عام 1993، قبل أن يتم تغيرها إلى الاسم المعروفة به الآن في عام 1994. الشركة تابعة لمجموعة سالم المملوكة لعائلة سودونو سالم.
في يناير 2013، عند تقديمها في البورصة الإندونيسية، صرحت الشركة عن نيتها في شراء 50% من قصب السكر البرازيلي المعالج مقابل 72 مليون دولار.

### الخط الزمني
تم إنشاء الشركة في عام 1968 باسم (Lambang Insan Makmur، قبل أن يتم تغيره إلى «سوبرمي إندونيسيا») تغير اسم الشركة كثيرا على مدار السنوات ففي عام:
- 1970، كان الاسم هو شركة سانمارو.
- 1982، كان اسم الشركة هو "Sarimi Asli Jaya"
- 1990، كان اسم الشركة هو "Panganjaya Intikusuma"
- 1994، كان اسم الشركة هو "Indofood Sukses Makmur"
- 2009، تم تغيره إلى الاسم الحالي "شركة إندوفود للصناعات الغذائية"

## المنتجات
المنتجات التابعة للشركة
- الإندومي
- بوب مي
- ساري مي
- سوبر مي
- شيكي
- شيتاتو
- جيتز
- كيو تيلا
- ترينز
- دويتو
- بم بم
- إندو ميلك
- برومين

ا* تشيتوس (بموجب ترخيص من Frito-Lay)
- لايز (بموجب ترخيص من Frito-Lay)
- دوريتوس (بموجب ترخيص من Frito-Lay)
- ماجي جورنج (إندونيسيا، بموجب ترخيص من شركة نستله)

منتجات مع شركات أخرى
- بيبسي
- بيبسي بلو
- سفن أب
- ميرندا
- ايتشي أوشا
- كافيلا لاتيه
- تيكيلا

## التوسع في الخارج
في يناير 2015، أنشئت شركة إندوفود مصنع للنودلز الفورية في المغرب العربي، تم افتتاحه في الربع الثالث من عام 2015، وهو المصنع السادس في أفريقيا بعد نيجيريا، مصر، السودان، كينيا وإثيوبيا.
يعد هذا المصنع هو الأكبر حجما في أفريقيا سابقا مصنع الذي تربع على عرش صناعة النودلز في افريقيا لفترة طويلة.

## وصلات خارجية
- الموقع الرسمي للشركة

فيديوهات
- ملفات الغذاء- النودلز.
- استكشاف الصين- النودلز.